# Майк Севайос
Майк Александър Севайос Ягуачи (на испански: Mike Alexander Cevallos Yaguachi) е еквадорски футболист, който играе на поста централен нападател. Състезател на Берое.

## Кариера
Севайос е бивш играч на втория отбор на Малага, Сан Рафаел, Ибиса и Грама.
На 5 юли 2023 г. Майк подписва със старозагорския Берое. Дебютира на 14 юли при победата с 1:2 като гост на Пирин (Благоевград).